# Chicago (film, 2002)
Chicago je ameriški glasbeni kriminalni komično-dramski film iz leta 2002, ki ga je režiral Rob Marshall in temelji na istoimenskem odrskem muzikalu iz leta 1975. Ukvarja se s temami zvezdništva, škandala in korupcije v Chicagu v dobi jazza. V glavnih vlogah nastopajo Renée Zellweger, Catherine Zeta-Jones in Richard Gere. Zgodba prikazuje morilki Roxie Hart (Zellweger) in Velme Kelly (Zeta-Jones), ki v 1920-tih letih v priporu čakata za začetek sojenja. Gospodinja Roxie in vavdevilska igralka Velma se borita za slavo, ki bi ju obvarovala pred smrtno kaznijo z obešanjem.
Film je bil premierno prikazan 10. decembra 2002 in se izkazal za uspešnico z več kot 206 milijonov USD prihodkov ob 45-milijonskem proračunu. Naletel je tudi na dobre ocene kritikov. Na 75. podelitvi je bil nominiran za oskarja v dvanajstih kategorijah, osvojil pa nagrade za najboljši film, kar je pred njim uspelo muzikalu Oliver! leta 1968, stransko igralko (Zeta-Jones), scenografijo, kostumografijo, montažo, mešanje zvoka in izvirno pesem. Nominiran je bil tudi za enajst nagrad BAFTA, od katerih je bil nagrajen za najboljšo stransko igralko (Zeta-Jones), ter sedem zlatih globusov,  od katerih je bil nagrajen za najboljši glasbeni ali komični film ter najboljšega igralca (Gere) in igralko (Zellweger) v glasbenem ali komičnem filmu.

## Vloge
- Renée Zellweger kot Roxie Hart
- Catherine Zeta-Jones kot Velma Kelly
- Richard Gere kot Billy Flynn
- Queen Latifah kot Matron »Mama« Morton
- John C. Reilly kot Amos Hart
- Christine Baranski kot Mary Sunshine
- Taye Diggs kot vodja skupine
- Colm Feore kot Martin Harrison
- Lucy Liu kot Kitty »Go To Hell Kitty« Baxter
- Dominic West kot Fred Casely
- Mýa kot Mona
- Jayne Eastwood kot ga. Borusewicz
- Chita Rivera kot Nicky
- Susan Misner kot Liz
- Denise Faye kot Annie
- Deidre Goodwin kot June
- Jekaterina Ščelkanova kot Katalin Helinszki